# Zoološki park Mendoza
Zoološki park Mendoza je zoološki vrt u argentinskoj provinciji Mendozi.  Nalazi se u gradu Mendoza koji leži na sjeveroistočnim obroncima "Brda slave" (španj. "Cerro de la Gloria").  Zoo vrt se prostire na 48 hektara i ima oko 1300 životinja.

## Povijest
Zoološki vrt osnovan je 1903. godine, a dizajnirao ga je arhitekt Carlos Thays. Konstrukcija je započela 1904. godine tijekom vladavine vlade Emilija Civita. Gradnja projekta zamišljena je na zemlji na kojoj se nalazila škola, a zgrada škole prenamijenjena je u kaveze u kojima su stali lavovi.
Prve životinje došle su 18. svibnja 1903., donirao ih je grad Buenos Aires. Među doniram životinjama bili su psi, zamorci i mnogo zečeva. Nove životinje koje su također pristigle od istog donatora dovedene su 1905., a ovog puta to je bio lav, medvjed, dva majmuna, dvije papige i plava čavka.
1939. godien arhitekt Daniel Ramos Correa relocirao je zoološki vrt te je napravio planove za mjesto na kojem je zoološki vrt i danas. Inspiracija za ovaj projekt bili su mu zoo vrtovi diljem svijeta, a arhitekt je pažnju posvetio simulaciji prirodnih uvjeta unutar samog vrta. Redizajnirani i relocirani zoološki vrt otvoren je 1941. godine te se prostire na 48 hektara zemlje na kojim je izgrađeno oko 6,5 kilometara puteva i cesta.

## Životinjska prava
Ovaj zoološki vrt privukao je mnogo pažnje nakon što je 2016. godine umro njihov medvjed "Arturo". Ljubitelji životinja napravili su peticiju jer su smatrali da životinja živi u nehumanim uvjetima te mu je pridodan nadimak "world's saddest bear" ("najtužniji medvjed svijeta"). Do 19. srpnja 2014. peticiju je potpisalo više od 400 000 ljudi, uključujući poznatu pjevačicu Cher. Cilj peticije bila je relokacija Artura u kanadski zoološki vrt Assiniboine. 24. srpnja 2014. direktor zoološkog vrta izjavio je kako je Arturo prestar da bi ga se preselilo u Kanadu, a na društvenim mrežama pojavio se hashtag "#FreeArturo". Medvjed je umro 3. srpnja 2016.
2016. godine novi direktor zoološkog vrta odlučio je da će maknuti sve slonove iz zoološkog vrta te ih poslati u posebno izgrađeno područje za njih koje se nalazi u Brazilu.